# Hugo Kauffmann
Hugo Wilhelm Kauffmann (7. srpna 1844, Hamburk – 30. prosince 1915, Prien am Chiemsee) byl německý malíř žánrových obrazů.

## Život
Hugo byl synem hamburského malíře Hermanna Kauffmanna, který vystudoval na Mnichovské akademii a poté se vrátil do Hamburku a byl členem tamního malířského cechu. Hugo Kauffmann studoval v letech 1861–1863 na Uměleckém institutu (Städel Institut) ve Frankfurtu nad Mohanem u Jakoba Beckera von Worms, Eduarda von Steinle a Johanna Nepomuka Zwergera a pak žil do roku 1871 v Cronbergu. Roku 1867 pobýval šest měsíců v Düsseldorfu, poté jeden a půl roku v Paříži. Od roku 1871 žil v Mnichově a je řazen k mnichovské škole.

## Dílo
Hugo Kauffmann je znám jako malíř humorně laděných scén ze života bavorských venkovanů. Byl ovlivněn malbou starých holandských mistrů Adriaena van Ostade a Adriaena Brouwera. Dával přednost lidským typům z nižších kruhů městského a částečně i venkovského obyvatelstva, zasazeným do reálného prostředí. Jeho obrazy se vyznačují bystrým pozorováním skutečnosti a zdravým humorem v kombinaci s charakteristickou kresbou a jemnou barevností. Důležitou složkou díla je detailně propracovaná mimika obličeje a individualizace lidských typů.
Kromě maleb tvořil také cykly satirických kreseb. Až do konce 19. století byla Kauffmannova díla velmi populární a jejich reprodukce vydávala jako své prémie nebo jako součást kalendářů Krasoumná jednota.

### Známá díla
- Návštěva u selky, 1904, Národní galerie v Praze, odkaz Josefa Hlávky

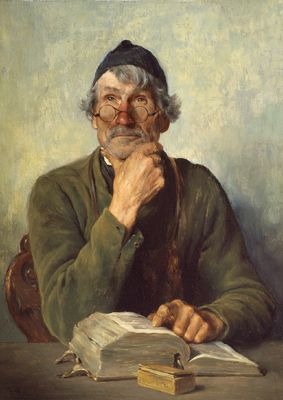
Lesender Alter, 1879
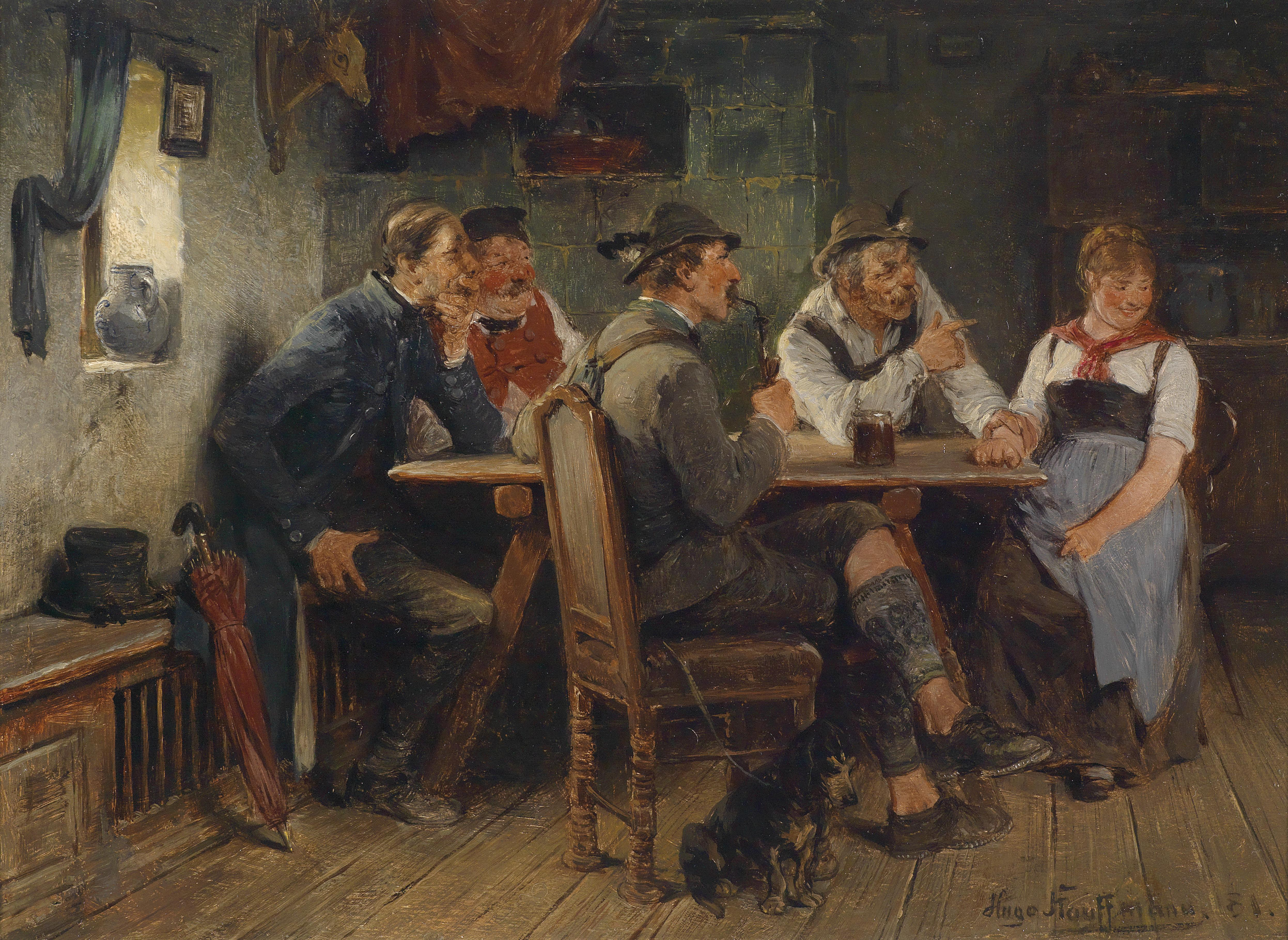
Auf dem Prüfstand, 1881
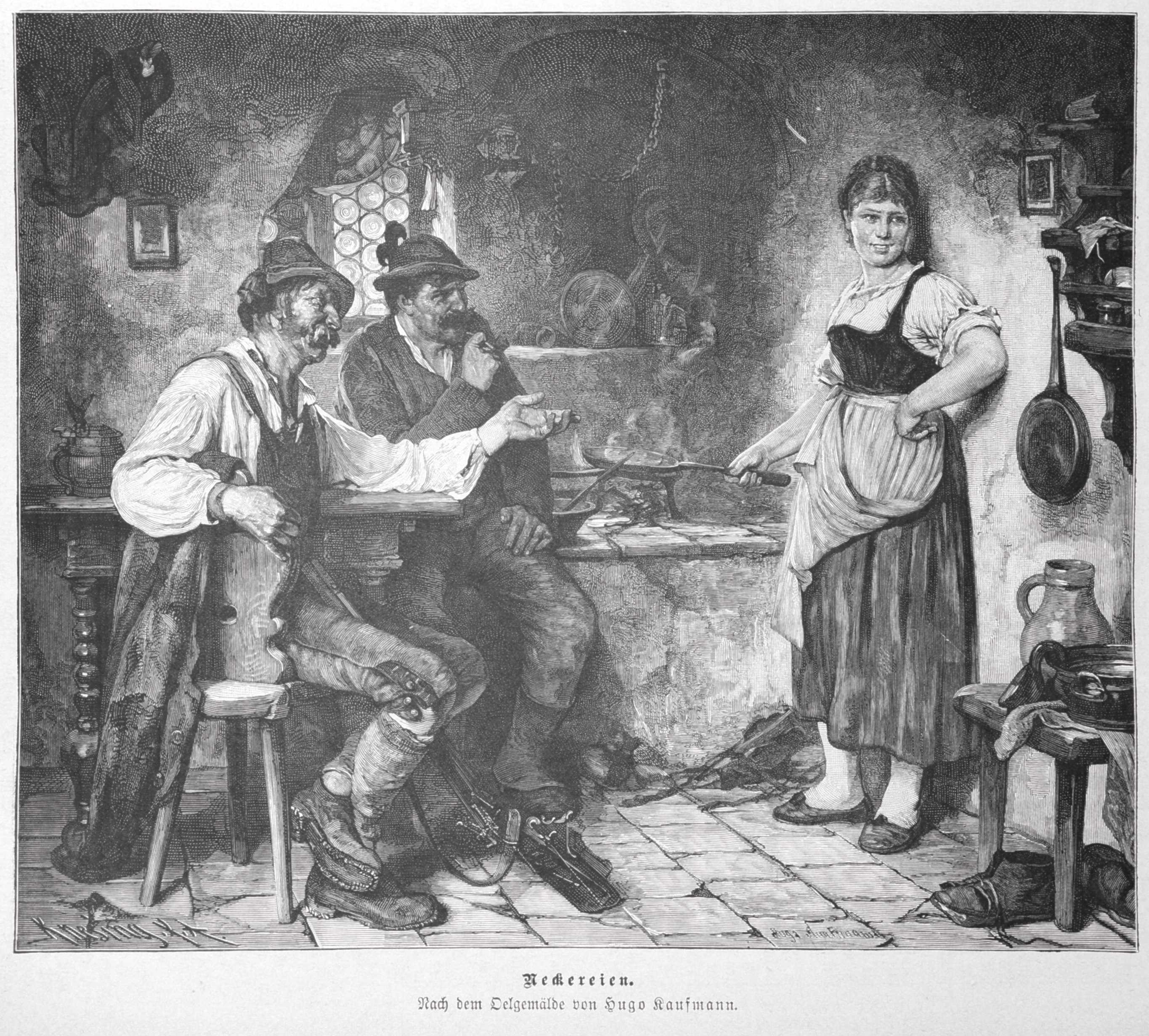
Die Gartenlaube, 1888
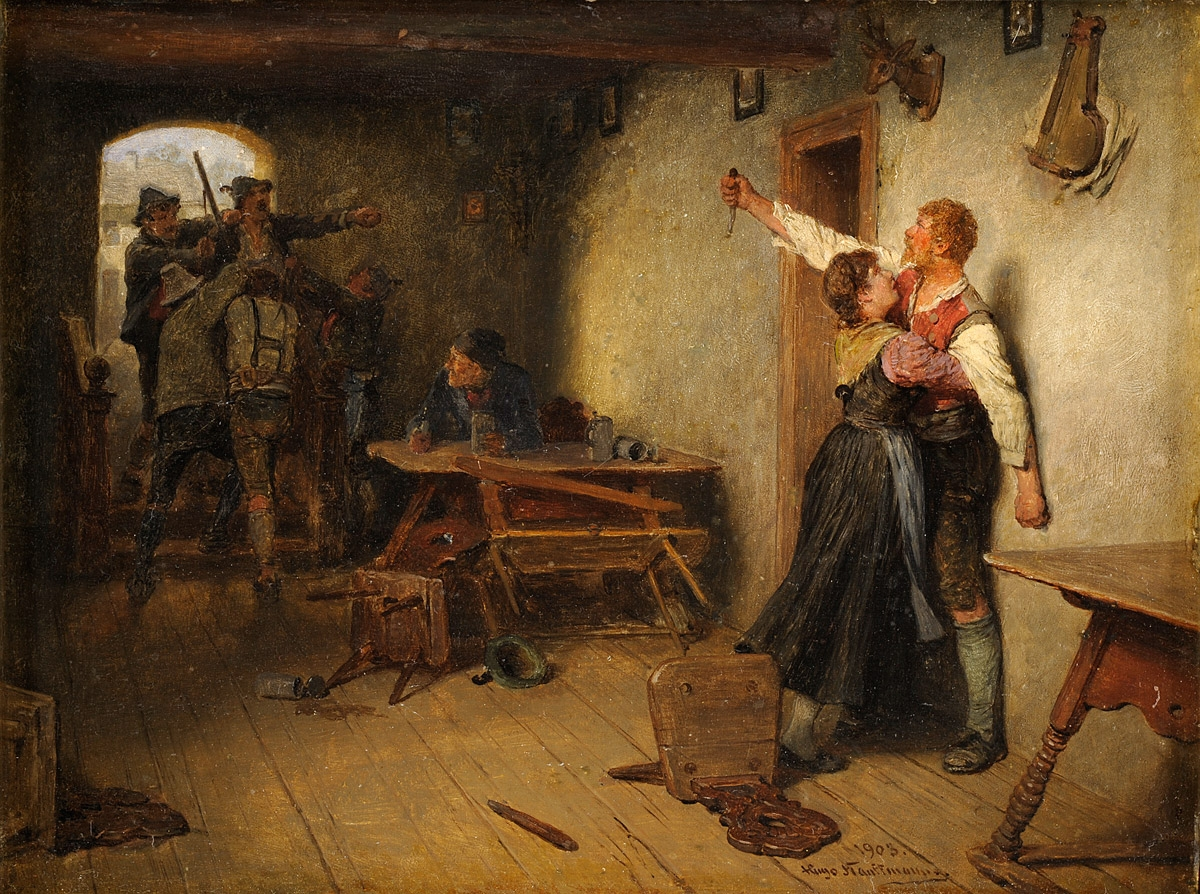
Nach der Rauferei, 1903
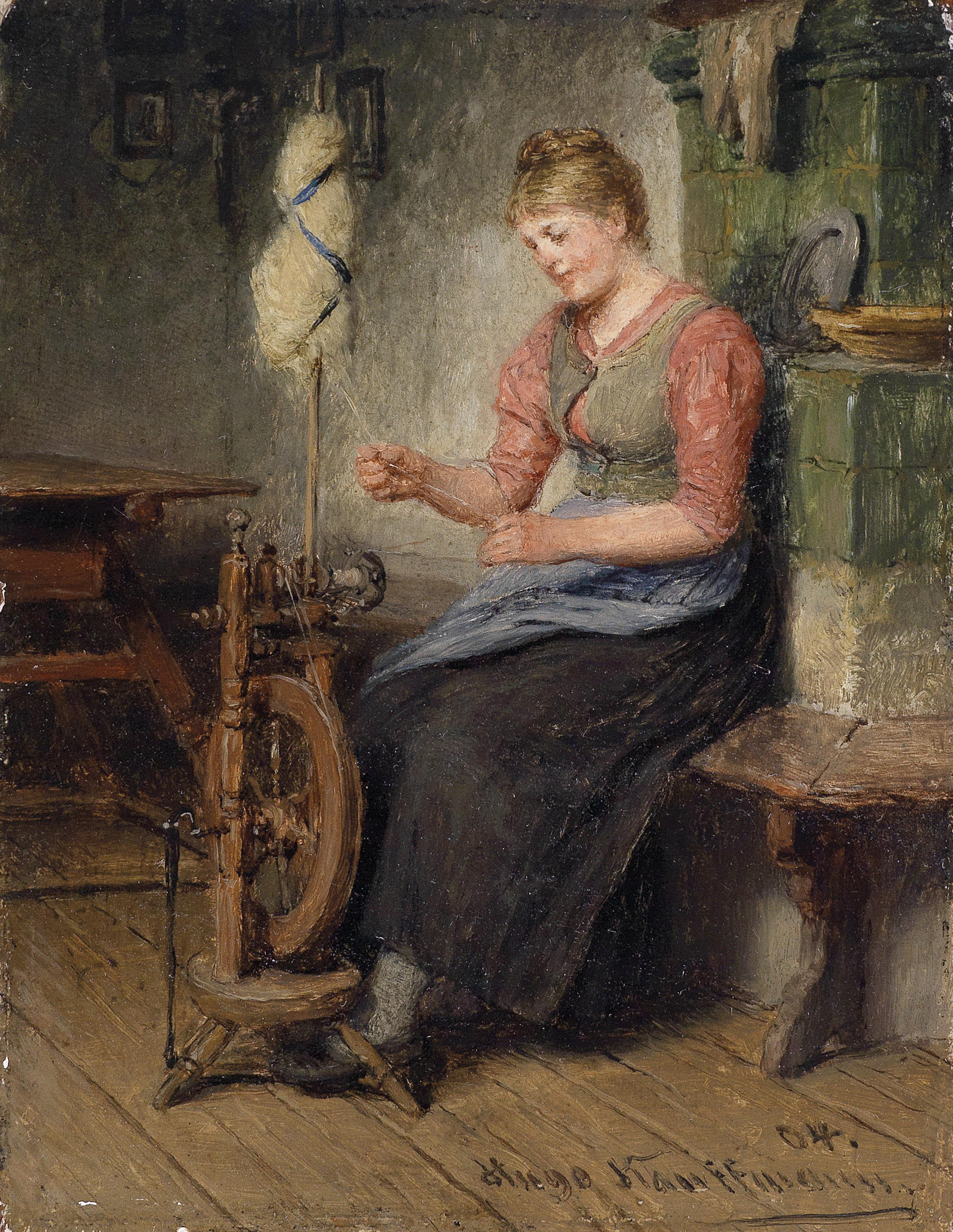
Mädel am Spinnrad, 1904